# Breyers
Breyers is een merk van diepvriesnagerechten die verkocht worden in Canada en de Verenigde Staten. Het is een merk van Unilever.

## Geschiedenis
In 1866 begon William A. Breyer consumptie-ijs, toen een relatief nieuw fenomeen, huis aan huis en daarna in de straten te verlopen in Philadelphia (Pennsylvania). Breyers zoon Henry vormde zijn vaders ijskraam in 1908 om in een echt bedrijf. In 1926 werd de Breyer Ice Cream Company doorverkocht aan de National Dairy Products Corporation (de voorloper van Kraft Foods en Mondelēz International). In 1993 verkocht Kraft het merk aan Unilever, maar Kraft behield de rechten op de yoghurtproducten. 
Door besparingen bij Unilever bevat het ijs van Breyers meer kunstmatige ingrediënten en minder melk en room, waardoor veel van de producten niet langer onder de noemer ice cream vallen in de Verenigde Staten. In de Verenigde Staten worden ze frozen dairy desserts genoemd en in Canada frozen desserts. Toen Breyers nog uitsluitend natuurlijk ijs produceerde, had het bedrijf een reclamespotje waarin een kind de moeilijk uit te spreken ingrediënten van andere ijsmerken vergeleek met de vier simpele ingrediënten van Breyers: melk, room, suiker en vanille.
In het westen van de Verenigde Staten en in Texas wordt Breyers gemakkelijk verward met Dreyer's, een ander ijsmerk. Dreyer's werd in 1928 in Californië opgericht als Edy's Grand Ice Cream, maar heet sinds 1953 Dreyer's. Doordat beide bedrijven hun producten in een wijder gebied gaan verkopen zijn, is er naamsverwarring ontstaan. In het oosten van de Verenigde Staten, waar Dreyer's nog geen voet aan grond had gekregen, heet Dreyer's daarom sinds 1981 Edy's Grand.